# Фіалков Яків Анатолійович
Яків Анатолійович Фіалков (8 (20) листопада 1895, Київ — 16 листопада 1958, там само) — український радянський хімік, член-кореспондент АН УРСР, батько хіміка Юрія Фіалкова.

## Біографія
Народився 8 (20 листопада) 1895 року в Києві. 1925 року закінчив Київський політехнічний інститут.
Професор Фармацевтичного інституту в Києві (1929—1935) і Київського університету (1935—1957). Одночасно з 1938 року працював в Інституті загальної і неорганічної хімії АН УРСР.

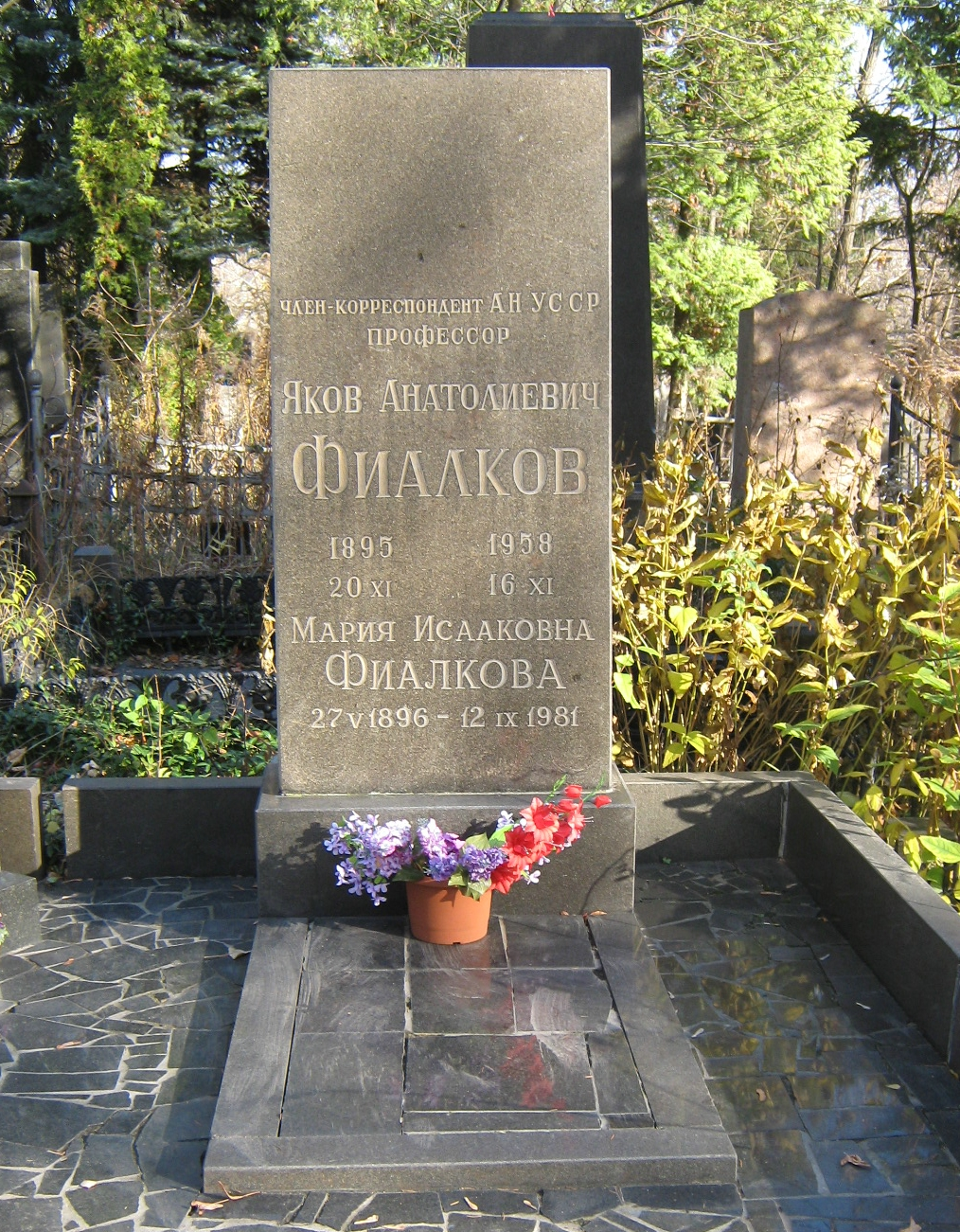
Могила Якова Фіалкова

Помер 16 листопада 1958 року. Похований в Києві на Байковому кладовищі.

## Наукова діяльність
Основні праці присвячені хімії комплексних сполук, зокрема сполукам йоду з органічними речовинами, а також комплексним сполукам деяких рідкісних та кольорових металів.